# Körösmart
Körösmart (Râpa), település Romániában, a Partiumban, Bihar megyében.

## Fekvése
Nagyváradtól délre, a Király-erdő nyúlványai alatt, a Hollód-patak mellett, a Fekete-Körös jobb partja közelében, Tenke, Tenkemocsár és Kiskáránd közt fekvő település.

## Története
Körösmart, Rippa nevét 1692-ben említette először oklevél Répa hodos néven. 1808-ban Rippa, 1913-ban Körösmart néven írták. A település földesura a nagyváradi 1. sz. püspökség volt. 1851-ben Fényes Elek írta a településről:
„Bihar vármegyében, dombon és völgyben, 330 óhitü lakossal, s anyatemplommal. Határa 2000 hold, ... Földesura a váradi deák püspök.”
1910-ben 908 lakosából 18 magyar, 890 román volt. Ebből 12 református, 877 görögkeleti ortodox, 11 unitárius volt. A trianoni békeszerződés előtt Bihar vármegye Tenkei járásához tartozott. Itt, Körösmartnál ömlik a Hollód-patak a Fekete-Körösbe. Hegyeiben igen szép kövületek találhatók.